# 오각지붕
기하학에서 오각지붕은 존슨의 다면체중 하나이다(J5). 이것은 마름모십이이십면체의 조각으로 얻을 수 있다. 오각지붕은 정삼각형 5개, 정사각형 5개, 정오각형 1개, 그리고 정십각형 1개로 이루어져있다.
존슨의 다면체는 정다각형 면을 가지지만 고른 다면체는 아닌 엄격히 볼록인 다면체 92개이다(즉, 플라톤 다면체, 아르키메데스의 다면체, 각기둥, 또는 엇각기둥이 아니다). 이것은 1966년에 이 다면체를 처음으로 나열한 노만 존슨의 이름을 따왔다.

## 공식
다음의 부피, 표면적 그리고 외접 반지름의 공식은 모든 면이 변의 길이가 a인 정다각형일 때 쓸 수 있다:
{\displaystyle V=\left({\frac {1}{6}}\left(5+4{\sqrt {5}}\right)\right)a^{3}\approx 2.32405...a^{3}}
{\displaystyle A=\left({\frac {1}{4}}\left(20+5{\sqrt {3}}+{\sqrt {5(145+62{\sqrt {5}})}}\right)\right)a^{2}=\left({\frac {1}{4}}\left(20+{\sqrt {10\left(80+31{\sqrt {5}}+{\sqrt {15(145+62{\sqrt {5}})}}\right)}}\right)\right)a^{2}\approx 16.5797...a^{2}}
{\displaystyle C=\left({\frac {1}{2}}{\sqrt {11+4{\sqrt {5}}}}\right)a\approx 2.23295...a}

## 관련 다면체

### 쌍대다면체
오각지붕의 쌍대다면체는 삼각형 면을 10개와 연꼴 면을 5개 가지고 있다:
| 오각지붕의 쌍대다면체 | 쌍대다면체의 전개도 |
| --------------------- | ------------------- |
|                       |                     |

### 다른 볼록 지붕
| n                  | 3             | 4                | 5                       | 6                         |
| 이름               | {3} \|\| t{3} | {4} \|\| t{4}    | {5} \|\| t{5}           | {6} \|\| t{6}             |
| ------------------ | ------------- | ---------------- | ----------------------- | ------------------------- |
| 지붕               | 삼각지붕      | 사각지붕         | 오각지붕                | 육각지붕 (평면)           |
| 관련된 고른 다면체 | 육팔면체 ·    | 마름모육팔면체 · | 마름모 · 십이이십면체 · | 마름모삼육각형 · 타일링 · |

### 교차된 별 오각지붕
기하학에서 교차된 별 오각지붕은 볼록 오각지붕과 위상적으로 동일한 비볼록 존슨의 다면체 동형체이다. 이 다면체는 오각지붕을 마룸모십이이십면체를 자른 것에서 얻은 것과 유사하게 비볼록 큰 마름모십이이십면체 또는 준 마름모십이이십면체를 자른 것으로 얻을 수 있다. 다른 모든 지붕과 같이, 다각형 밑면은 윗면의 변과 꼭짓점의 두 배를 가지고 있다; 이 경우에 밑면은 십각성이다.
이 다면체는 뒤집힌 오각성 밑면을 가져서 사각형과 삼각형이 밑면을 통과해서 별 오각지붕의 반대로 붙어있어서 서로 더 깊게 교차하는 지붕으로 볼 수 있다.